# Senyoria de Joinville
La senyoria de Joinville fou una jurisdicció feudal del Regne de França. Els senyors de Joinville van heretar el comtat de Vaudemont pel matrimoni del senyor Anceau o Ansel amb Margarita. Va seguir unit a Vaudemont fins al 1508 quan va passar a la línia dels ducs de Guisa establerta per Claudi, fill de Renat II de Lorena.

## Llista de senyors de Joinville
- Esteve ?-1057
- Geoffroi I 1057-1080
- Geoffroi II 1080-1100
- Roger 1100- 1132
- Geoffroi III 1132-1184
- Geoffroi IV 1184-1190
- Simó 1190-1233
- Pere de Genevill 1233-1249
- Geoffrei de Genevill 1249-1307
- Pere de Genevill 1307-?
- Anceau ?-1351
- Unit a Vaudemont 1351-1508
- als ducs de Guisa o Lorena-Guisa 1508